# 북소림 남태권
"북소림 남태권"(Nam Tae-kwon Of North So-rim Temple)은 한국에서 제작된 왕호 감독의 1984년 영화이다. 왕호 등이 주연으로 출연하였고 박종구 등이 제작에 참여하였다.

## 출연

### 주연
- 왕호
- 김영일
- 김동호
- 유창국

## 기타
- 조명: 손한수
- 녹음: 손인호